# Henri Ier du Kongo
Henri Ier du Kongo (Mpudi a Nzinga Mwemba en kikongo et Henrique Ier en portugais), est le roi du royaume du Kongo de 1566 à 1567.

## Contexte
Henrique, fils de la  princesse Nzinga Mvemba, est le dernier des trois candidats qui prétendent au trône après la mort de son frère le roi Jacques. Il succède à son neveu le roi Bernard Ier avec l'appui des Portugais mais il est tué après un an de règne lors d'un combat contre les Teke du royaume Tio. Avant d'engager cette fatale campagne il confie le pouvoir et désigne comme éventuel successeur, son cousin et beau fils Alvare du Kongo. Ce dernier est le fils né d'une premier mariage de la cousine germaine et épouse de Henri Ier; Dona Isabel Lukeni lua Mvemba, fille du  roi Alphonse Ier. Henri est ainsi le dernier roi en ligne direct de la lignée des Kilukeni

## Sources
- (en) Anne Hilton, The Kingdom of Kongo (Oxford Studies in African Affairs), New York, Clarendon Press of Oxford University Press, 1985, Fig 1 p. 86 &  p. 87